# Яллинас, Ангелос

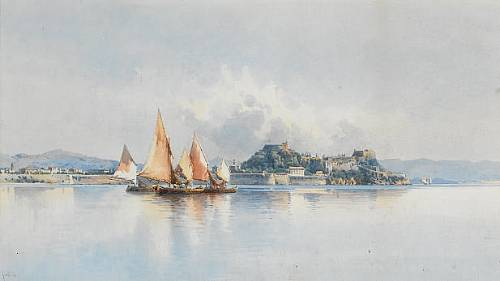
Керкира

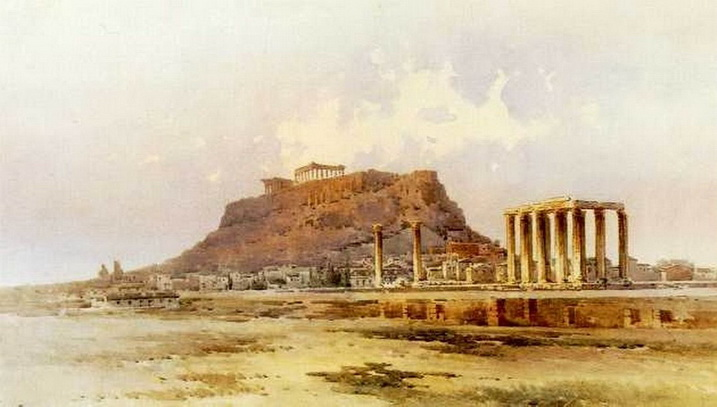
Афины-храм Зевса Олимпийского и Акрополь

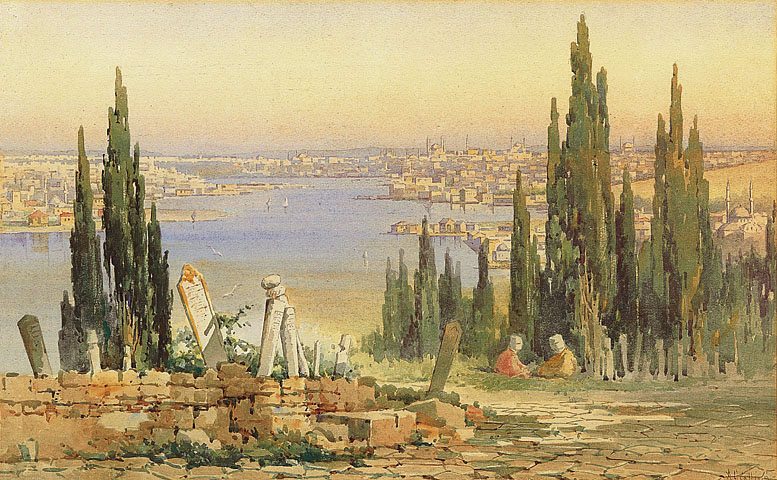
Константинополь- Золотой Рог

Ангелос Яллинас (греч.  Άγγελος Γιαλλινάς Керкира, 1857 — Керкира, 1939) — греческий художник конца 19-го — начала 20-го веков.

## Биография

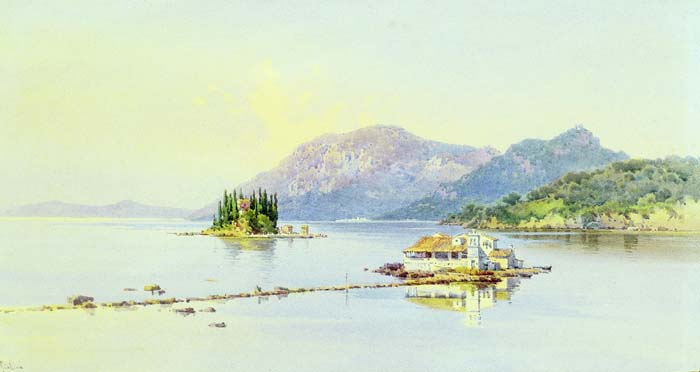
Керкира-островок Понтикониси

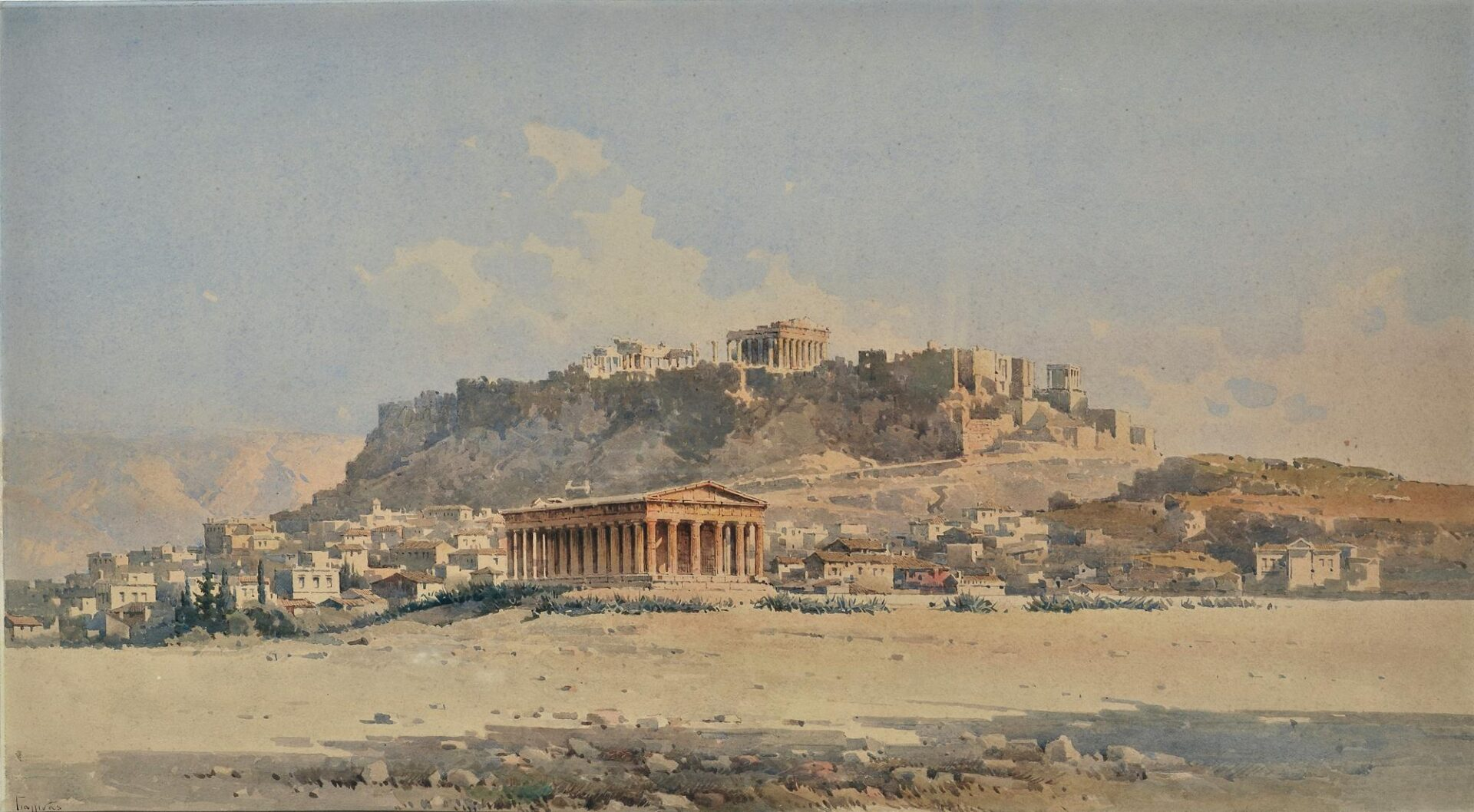
Афины-Тезеон и Акрополь

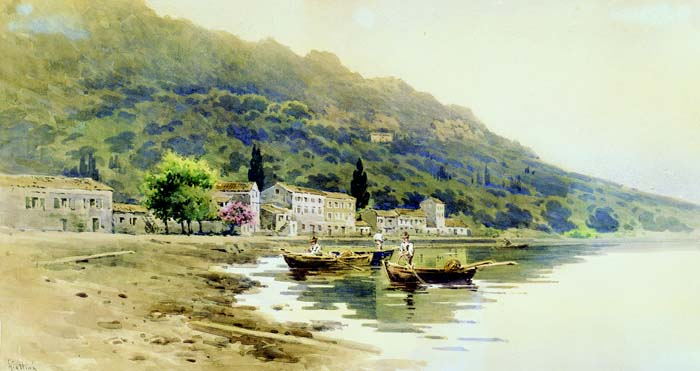
Керкира-Бенитсес

Ангелос Яллинас родился на острове Керкира в 1857 году. С 1872 по 1875 год учился живописи в частной художественной школе у Харлампия Пахиса. Продолжил свою учёбу в Венеции, Неаполе и Риме. С Италии его основным жанром стала акварель.
Яллинас вернулся на Керкиру в 1878 году и писал исключительно пейзажи-акварели, получив международное признание в этом жанре живописи.
Проживая на Керкире, Яллинас совершил множество путешествий в Константинополь, Малую Азию, Египет, Италию, Францию, Испанию и Швейцарию, запечатлев их в своих пейзажах.
Яллинас принимал участие в Всегреческих выставках в Афинах.

В 1886 году он выставил свои работы на своей первой персональной выставке в Афинах. Здесь он познакомился с британским послом Фордом (Clare Ford 1828—1899). Форд поручил ему выполнить 7 альбомов с пейзажами Константинополя, Родоса, Венеции и Испании. Форд также организовал выставки Яллинаса в Афинах и за рубежом, в частности в Лондоне в период 1891—189,2 и сделал Яллинаса известным в европейских придворных кругах.
Яллинас продолжал выставляться на персональных и групповых выставках в Греции и принял участие во Всемирной выставке Парижа 1900 года.
Будучи уже признанным художником, Яллинас выставил свои работы на своей большой персональной выставке, в зале Geo, в Афинах в 1918 году.
В 1902 году основал своё Художественное училище на Керкире в котором он также преподавал.
В 1907—1908 он расписал стены в летнем особняке построенном императрицей Австрии Елизаветой (Елизавета Баварская (императрица Австрии)). В 1974 году Национальная галерея Греции организовала большую выставку-ретроспективу его акварелей.
Его дом на Керкире был превращён в галерею. Был организован фонд его имени который управляет галереей. В сентябре 2010 года из галереи, неизвестными, было похищено несколько работ Яллинаса.